# Cephalogale
Cephalogale és un gènere extint de mamífers carnívors de la família dels ossos (Ursidae) que visqueren a l'hemisferi nord entre l'Oligocè superior i el Miocè inferior. Se n'han trobat restes fòssils a Espanya, els Estats Units, França, Geòrgia, la República Txeca, Suïssa i la Xina. Les espècies d'aquest grup eren omnívors de mida mitjana, força més petits que els ossos d'avui en dia. Tenien les dents més adaptades per moldre l'aliment que per tallar-lo. La superfície de molta de les dents carnisseres representava bona part de les dents. Foren els primers hemicionins a aparèixer i segurament evolucionaren d'un animal proper a Amphicynodon.